# Macropsebium
Macropsebium is een kevergeslacht uit de familie van de boktorren (Cerambycidae). De wetenschappelijke naam van het geslacht werd voor het eerst geldig gepubliceerd in 1878 door Bates.

## Soorten
Macropsebium omvat de volgende soorten:
- Macropsebium cotterilli Bates, 1878
- Macropsebium wahlbergi Aurivillius, 1887